# 艾米尔·艾蒂安·吉美
埃米尔·艾蒂安·吉美（1836年6月2日 – 1918年8月12日）是一位法国实业家、旅行家和鉴赏家。
他出生于里昂，继承了父亲让-巴蒂斯特·吉美的“人造群青”工厂。他还创立了吉美博物馆。这所著名博物馆创办于1879年，馆址最初位于里昂，后来成为国营博物馆并于1885年迁至巴黎。 
他还在里昂建立了一座图书馆和一所教授东方语言的学校。吉美旨在通过神像和宗教物品在法国传播东方文明知识并促进相关宗教的研究。
1876年，热衷于旅行的吉美受法国公共教育部长委托，前去研究远东地区的宗教，吉美博物馆收藏了这次研究的许多成果，其中包括精美的日本和中国瓷器，以及许多与远东宗教相关的文物。除了东方宗教的文物，也有一些文物与古埃及、古希腊和古罗马的宗教有着密切联系。
1945年，法国博物馆馆长乔治·萨勒斯重新分配了国家博物馆的藏品。卢浮宫收藏的大量亚洲艺术藏品被转移到吉美博物馆。这次转移使得吉美博物馆成为世界上最伟大的亚洲艺术博物馆之一，各种亚洲文明的珍贵文物都被汇聚在这一所博物馆中。 
1880年，吉美开始出版《吉美博物馆年鉴》 ，其中收录了一些有关东方宗教的原创文章。他创作了《阿尔及利亚书信》（ Lettres sur l'Algerie ，1877年）和《日本漫步》（ Promenades japonaises ，1880年），以及一些音乐作品，包括一部大歌剧《大宗》（ Tai-Tsoung ，1894年） 。
2017年，人们设立了埃米尔·吉美亚洲文学奖以纪念吉美。